# Karel Dujardin
Karel Dujardin (ochrz. 27 września 1626 w Amsterdamie, poch. 20 listopada 1678 w Wenecji) – holenderski malarz.

## Życiorys
Kształcił się pod okiem Nicolaesa Berchema. W latach 1656–1658 przebywał w Hadze, gdzie przystąpił do Confrérie Pictura. W 1675 wyjechał do Włoch i został członkiem bractwa Bentvueghels w Rzymie, gdzie był znany jako Barba di Becco/ Bockbaert. 

## Twórczość
Dujardin malował pejzaże ze zwierzętami, sceny rodzajowe, a także portrety utrzymane często w ciepłym, złotawym odcieniu. Zachowały się 52 jego akwaforty – są to pejzaże i zwierzęta w pięknym słonecznym oświetleniu.

## Galeria

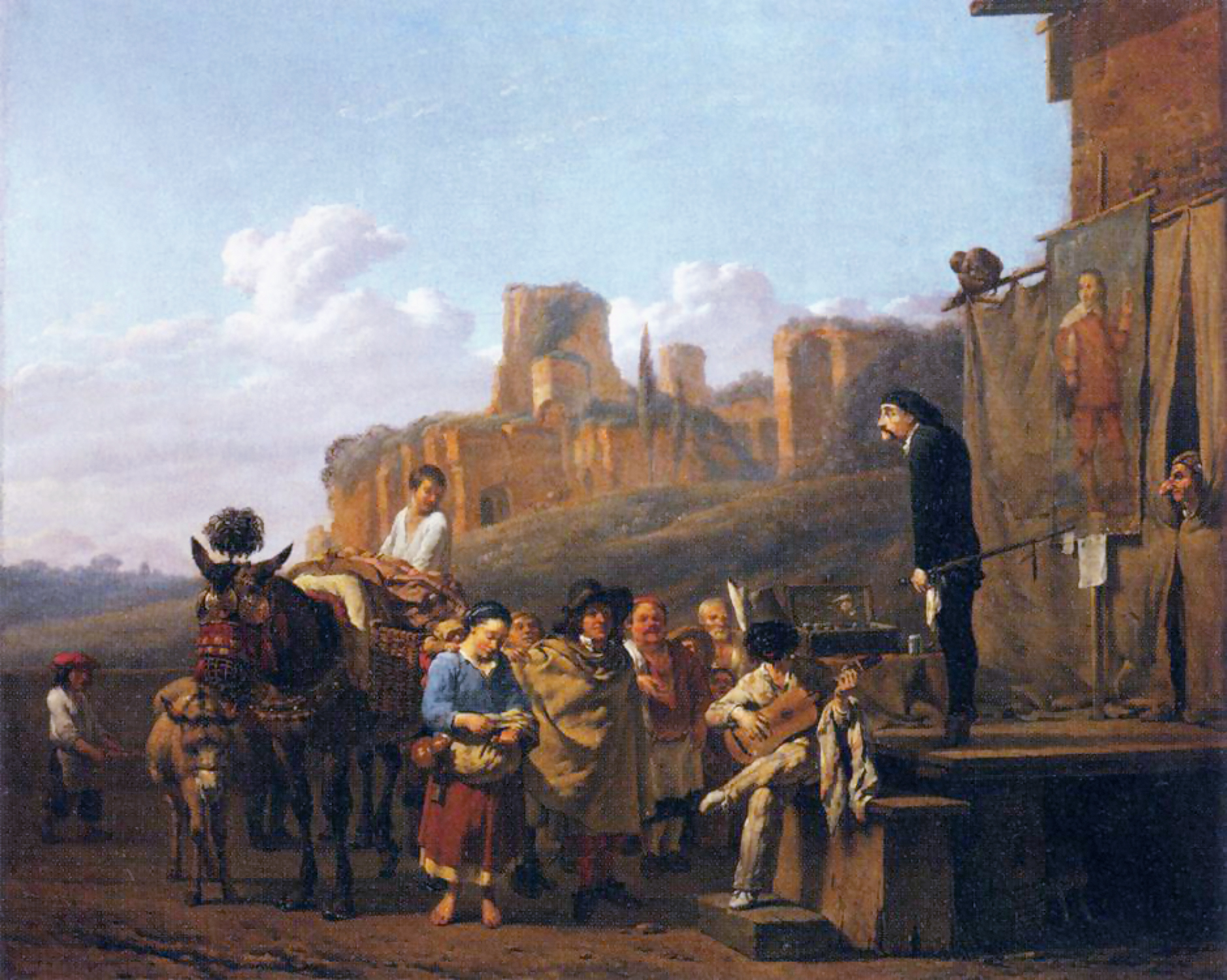
Commedia dell'arte
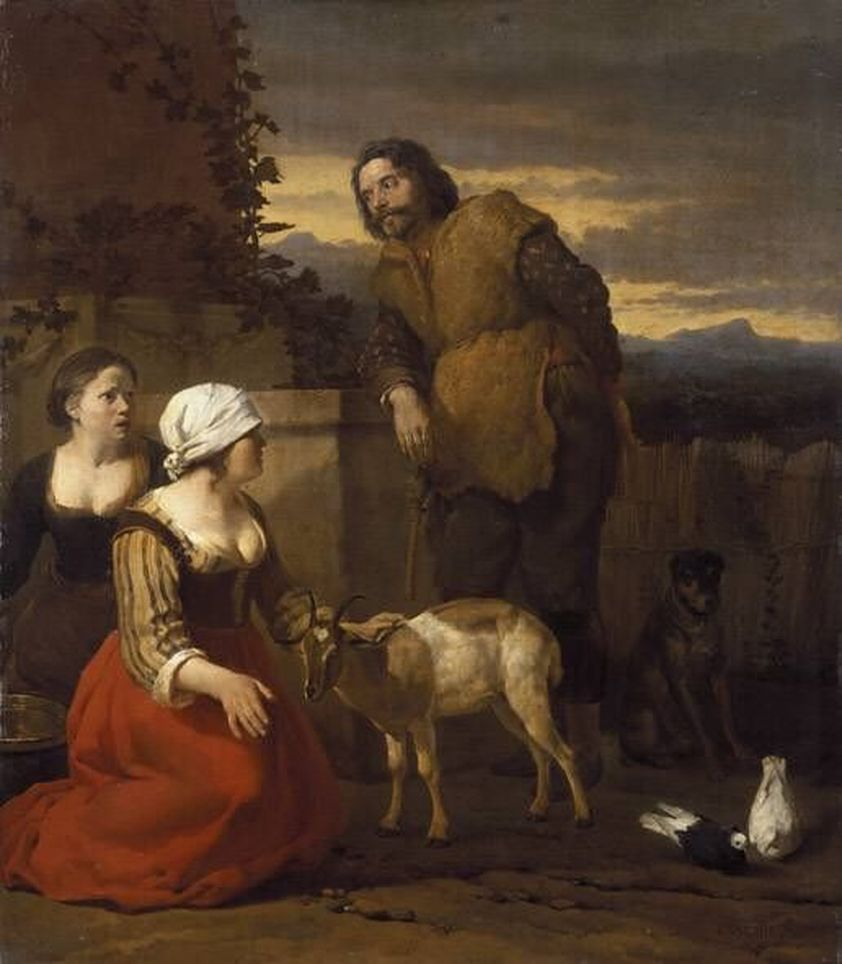
Chora kózka
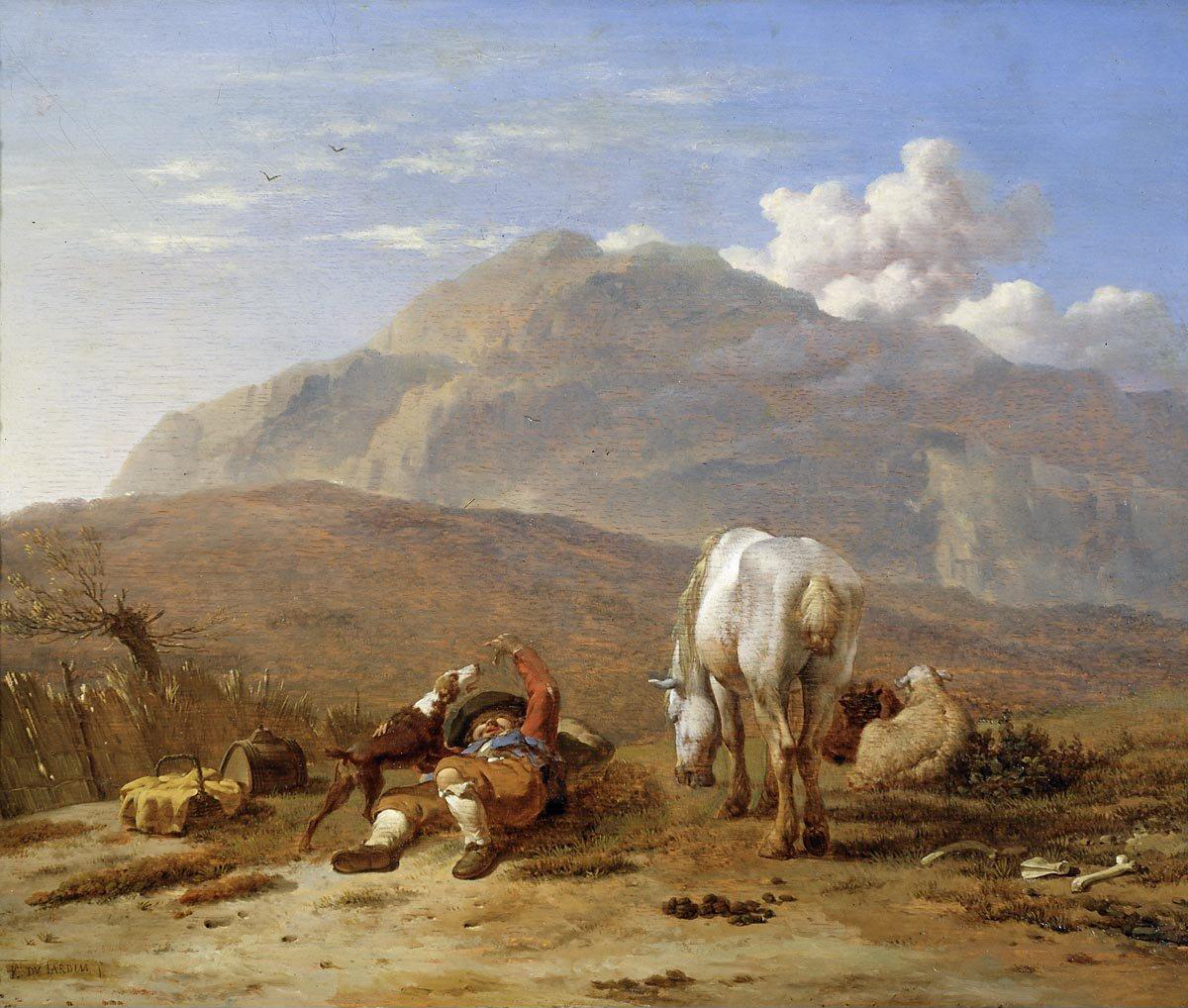
Pasterz
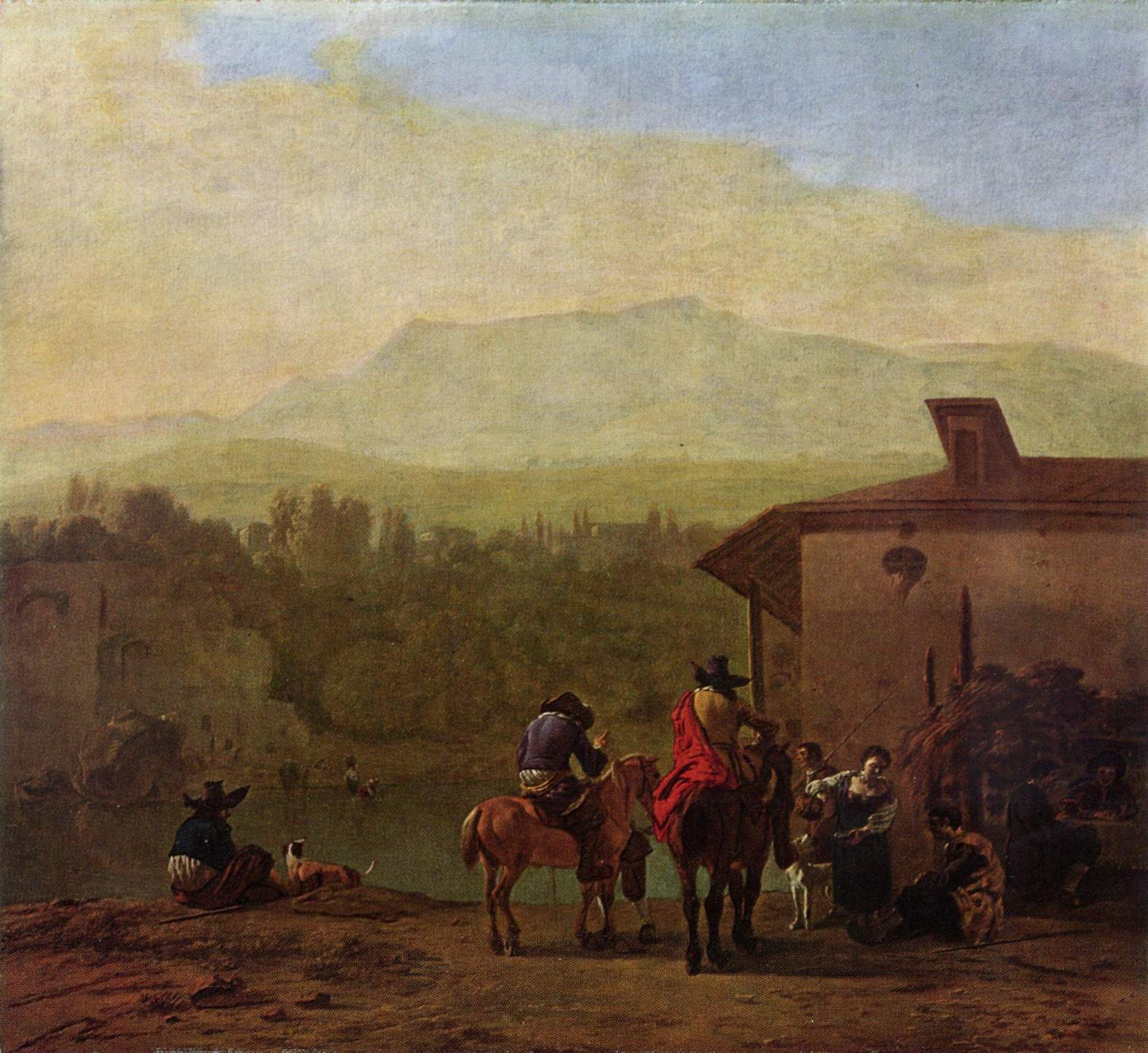
Odpoczynek we włoskim zajeździe
Hagar i Izmael w dziczy